# Danska artilleriregementet
Danska Artilleriregementet (danska: Danske Artilleriregiment) är Danmarks enda artilleriregemente som bildades genom en sammanslagning av Kongens Artilleriregiment och Dronningens Artilleriregiment 2005. Regementet upphörde 2014 då det minskades till en avdelning inom Hærens Kamp- og Ildstøttecenter och återupprättades som eget regemente 2019.